# Dongzhimen

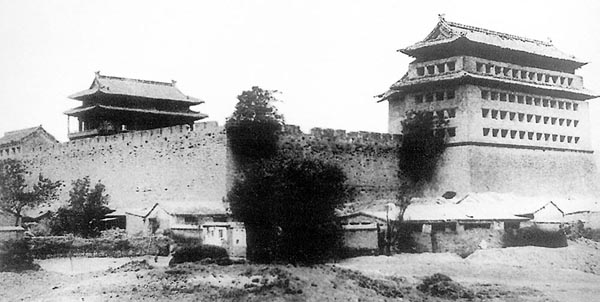
Dongzhimen 1908

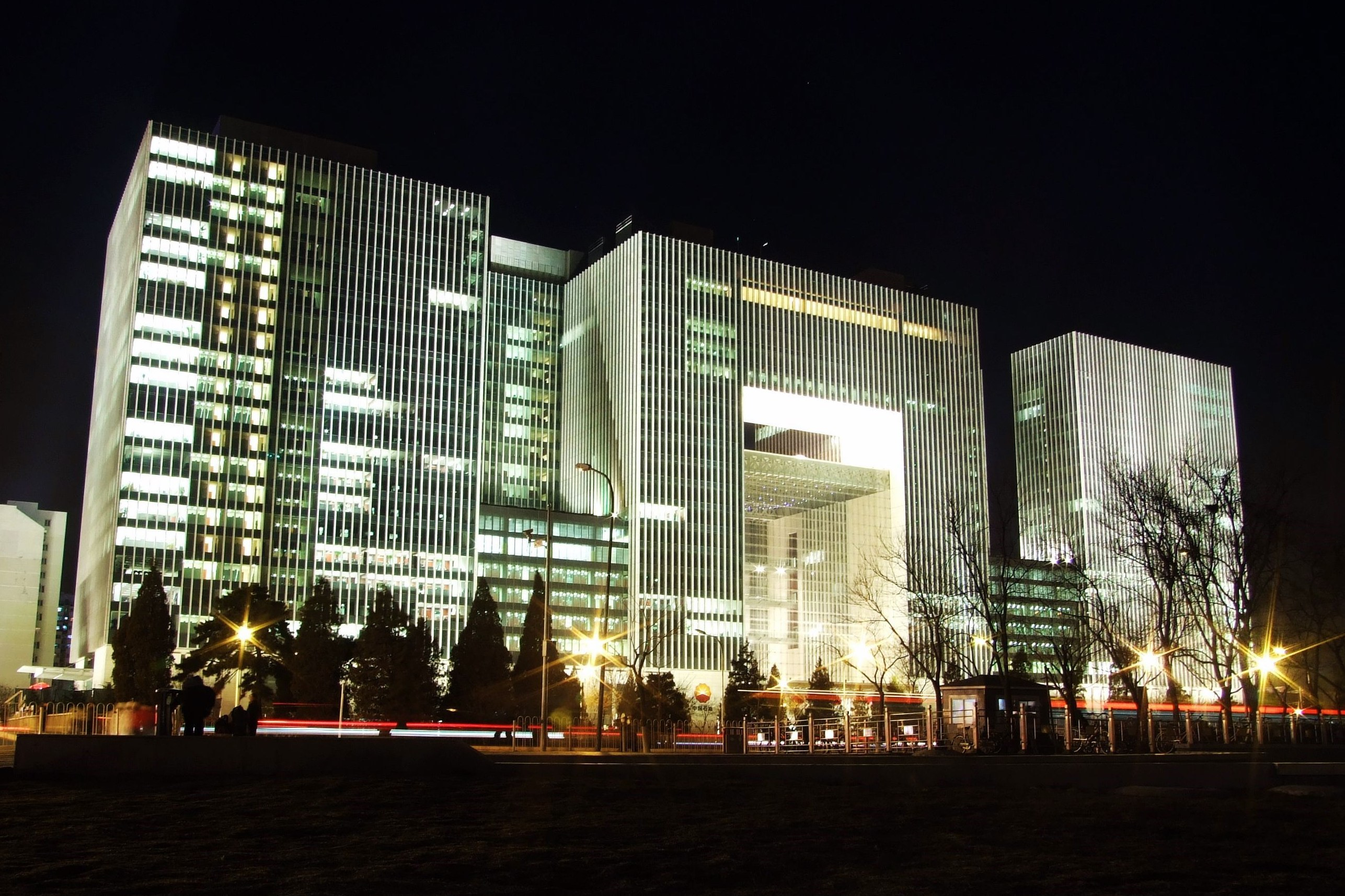
Oljeföretaget PetroChinas huvudkontor. Byggnaden kallas i folkmun för Dongzhimen.

Dongzhimen (pinyin: Dōngzhímén; mandsju: Tob dergi duka) är namnet på en av stadsportarna i den gamla stadsmuren runt Peking. Stadsporten är nu borta och där den en gång stod finns nu en viktig trafikknutpunkt. Dongzhimen är också en administrativ enhet och ett distrikt i Peking. 
| Pekings tunnelbana |                 |                     |
|                    | Linje 2         | Dongzhimen (东直门) |
|                    | Linje 13        | Dongzhimen (东直门) |
|                    | Airport Express | Dongzhimen (东直门) |